# 1980年のナショナルリーグ西地区優勝決定プレイオフ
1980年のナショナルリーグ西地区優勝決定プレイオフは、1980年10月6日にヒューストン・アストロズとロサンゼルス・ドジャースの間で行われたナショナルリーグ西地区優勝決定戦である。

## 概要
1980年のナショナルリーグ西地区は、残り3試合でドジャースがアストロズに3連勝して92勝70敗で並び、ナショナルリーグでは地区制導入後初となるプレイオフが開催された。また地区制導入以前の3戦2勝制から1試合決着に改められた。
試合はアストロズが4回までに7点を挙げて7-1で圧勝、NLCSへ進出した。

## 試合結果
表中のRは得点、Hは安打、Eは失策を示す。
- カリフォルニア州ロサンゼルス - ドジャー・スタジアム

|            | 1 | 2 | 3 | 4 | 5 | 6 | 7 | 8 | 9 | R | H  | E |
| ---------- | - | - | - | - | - | - | - | - | - | - | -- | - |
| アストロズ | 2 | 0 | 2 | 3 | 0 | 0 | 0 | 0 | 0 | 7 | 12 | 1 |
| ドジャース | 0 | 0 | 0 | 1 | 0 | 0 | 0 | 0 | 0 | 1 | 6  | 2 |

1. 勝利：ジョー・ニークロ (20-12)
2. 敗戦：デーブ・ゴルツ (7-11)
3. 本塁打
HOU：アート・ハウ10号2ラン（3回ゴルツ）
LAD：なし

ドジャースは前日までの3連戦でドン・サットン、ジェリー・ロイス、バート・フートンと先発3本柱を使い切ってしまい、先発はここまで7勝のゴルツ。また前日に決勝2ランを放ったロン・セイも負傷のためスタメンから外れた。初回アストロズは先頭テリー・プールが2塁手デイビー・ロープスの失策で出塁すると、続くイーノス・カベルの中前打でブールは3塁へ。1死後4番ホセ・クルーズの3ゴロを、セイに代わり3塁を守るミッキー・ハッチャーが本塁へ送球するも捕手ジョー・ファーガソンが捕球できずブールが生還。続くシーザー・セデーニョの2ゴロでカベルが生還し2点目。さらに3回には2死1塁からハウに2ランが飛び出し4-0となり、ゴルツはこの回で降板。4回にもクルーズの犠飛とハウの2点適時打で7点差。一方ドジャースはその裏にリック・マンデイの適時打で1点を返すと、6回にも2死満塁とニークロを攻めるがデレル・トーマスが中飛に倒れ得点できず。ドジャースは6回から9月にメジャーデビューしたばかりのフェルナンド・バレンズエラ、8回からこの年の新人王スティーヴ・ハウを投入して味方の反撃を待ったが、打線はニークロを攻略できず、9回もマウンドに上がったニークロは最後はジャック・パーコンテを1飛に打ち取り、2年連続となる20勝目を完投で飾った。